# Kurland (Zuid-Afrika)
Kurland is een dorp in de Zuid-Afrikaanse provincie West-Kaap. Kurland Estate behoort tot de gemeente Bitou dat onderdeel van het district Tuinroute is.